# Ólafsfjarðarfjall
Ólafsfjarðarfjall är ett berg i republiken Island. Det ligger i regionen Norðurland eystra, 240 km nordost om huvudstaden Reykjavík. Toppen på Ólafsfjarðarfjall är 1 047 meter över havet.
Runt Ólafsfjarðarfjall är det mycket glesbefolkat, med 3 invånare per kvadratkilometer. Närmaste större samhälle är Dalvík, omkring 17 kilometer öster om Ólafsfjarðarfjall. Trakten runt Ólafsfjarðarfjall består i huvudsak av gräsmarker.